# Titovka
Titovka je naziv za vojničku kapu koju su nosili partizani, a kasnije pioniri i pripadnici JNA. Dobila je ime po jugoslavenskom predsjedniku Titu.
Vojnička je bila maslinasto zelena, dok je pionirska bila prvo bijela a onda plave boje.